# Szunda vércse
A szunda vércse (Falco moluccensis) a madarak osztályának sólyomalakúak (Falconiformes) rendjéhez, azon belül  a sólyomfélék (Falconidae) családjához tartozó faj.

## Előfordulása
Indonézia területén honos.

## Alfajai
- Falco moluccensis jungei
- Falco moluccensis microbalia
- Falco moluccensis moluccensis

## Életmódja
Kisebb emlősökkel, madarakkal és rovarokkal táplálkozik.